# Giro del Belgio 1969
Il Giro del Belgio 1969, cinquantatreesima edizione della corsa, si svolse in quattro tappe tra il 7 e il 10 aprile 1969, per un percorso totale di 768,8 km e fu vinto dal belga Eric De Vlaeminck.

## Tappe
| Tappa  | Data      | Percorso               | km    | Vincitore di tappa | Leader cl. generale |
| ------ | --------- | ---------------------- | ----- | ------------------ | ------------------- |
| 1ª     | 7 aprile  | Bruxelles > Verviers   | 206   | Eric De Vlaeminck  |                     |
| 2ª-1ª  | 8 aprile  | Spa > Gand             | 120   | Harm Ottenbros     |                     |
| 2ª-2ª  | 8 aprile  | Gand (Cron. a squadre) | 4,8   | Mann-Grundig       |                     |
| 3ª     | 9 aprile  | Gand > Ostenda         | 230   | Roger De Vlaeminck |                     |
| 4ª     | 10 aprile | Ostenda > Bruxelles    | 208   | Willy Vekemans     | Eric De Vlaeminck   |
| Totale | Totale    | Totale                 | 768,8 |                    |                     |

## Dettagli delle tappe

### 1ª tappa
- 7 aprile: Bruxelles > Verviers – 206 km

Risultati
| Pos. | Corridore         | Squadra      | Tempo    |
| ---- | ----------------- | ------------ | -------- |
| 1    | Eric De Vlaeminck | Flandria     | 5h37'55" |
| 2    | Frans Verbeeck    | Okay Whiskey | s.t.     |
| 3    | Wim Schepers      | Caballero    | s.t.     |

### 2ª tappa-1ª semitappa
- 8 aprile: Spa > Gand – 120 km

Risultati
| Pos. | Corridore      | Squadra   | Tempo    |
| ---- | -------------- | --------- | -------- |
| 1    | Harm Ottenbros | Willem II | 3h00'35" |
| 2    | Julien Stevens | Faema     | s.t.     |
| 3    | Leo Duyndam    | Caballero | s.t.     |

### 2ª tappa-2ª semitappa
- 8 aprile: Gand – Cronometro a squadre – 4,8 km

Risultati
| Pos. | Squadra                   | Tempo  |
| ---- | ------------------------- | ------ |
| 1    | Mann-Grundig              | 11'47" |
| 2    | Faema                     | a 2"   |
| 3    | Flandria-De Clerck-Krüger | a 7"   |

### 3ª tappa
- 9 aprile: Gand > Ostenda – 230 km

Risultati
| Pos. | Corridore          | Squadra  | Tempo    |
| ---- | ------------------ | -------- | -------- |
| 1    | Roger De Vlaeminck | Flandria | 5h59'20" |
| 2    | Patrick Sercu      | Faema    | a 7"     |
| 3    | Guido Reybrouck    | Faema    | s.t.     |

### 4ª tappa
- 10 aprile: Ostenda > Bruxelles – 208 km

Risultati
| Pos. | Corridore       | Squadra   | Tempo    |
| ---- | --------------- | --------- | -------- |
| 1    | Willy Vekemans  | Goldor    | 5h26'30" |
| 2    | Wim Schepers    | Caballero | a 40"    |
| 3    | Guido Reybrouck | Faema     | s.t.     |

## Classifiche finali

### Classifica generale
| Pos. | Corridore           | Squadra      | Tempo     |
| ---- | ------------------- | ------------ | --------- |
| 1    | Eric De Vlaeminck   | Flandria     | 20h17'32" |
| 2    | Wim Schepers        | Caballero    | a 23"     |
| 3    | Herman Van Springel | Mann-Grundig | a 25"     |
| 4    | Willy Van Neste     | Mann-Grundig | a 29"     |
| 5    | Antoon Houbrechts   | Flandria     | a 36"     |
| 6    | Noël Vanclooster    | Flandria     | a 58"     |
| 7    | Julien Stevens      | Faema        | ?         |
| 8    | Ferdinand Bracke    | Peugeot      | ?         |
| 9    | Frans Verbeeck      | Okay Whiskey | ?         |
| 10   | Jozef Huysmans      | Mann-Grundig | ?         |

### Classifica a punti
| Pos. | Corridore      | Squadra   | Tempo |
| ---- | -------------- | --------- | ----- |
| 1    | Harm Ottenbros | Willem II | ?     |

### Classifica a squadre
| Pos. | Squadra                   | Tempo |
| ---- | ------------------------- | ----- |
| 1    | Flandria-De Clerck-Krüger | ?     |